# Lac Rommens
Pour les articles homonymes, voir Rommens.
Le Lac Rommens est un lac du Québec au Canada.